# He Eloped with Her Father
He Eloped with Her Father è un cortometraggio muto del 1910 diretto da Lewin Fitzhamon.

## Trama
Il padre si veste come sua figlia per imbrogliare un corteggiatore della ragazza.

## Produzione
Il film fu prodotto dalla Hepworth.

## Distribuzione
Distribuito dalla Hepworth, il film - un cortometraggio di 122 metri - uscì nelle sale cinematografiche britanniche nell'ottobre 1910.
Si conoscono pochi dati del film che, prodotto dalla Hepworth, fu distrutto nel 1924 dallo stesso produttore, Cecil M. Hepworth. Fallito, in gravissime difficoltà finanziarie, il produttore pensò in questo modo di poter almeno recuperare il nitrato d'argento della pellicola.